# Dysocjanty
Dysocjanty – grupa substancji psychoaktywnych, których działanie polega głównie na redukowaniu lub blokowaniu (często w sensie fizycznym) sygnałów z mózgu do „świadomości”.
Deprywacja sensoryczna i dysocjacja mogą ułatwić wgląd w swoją osobowość. Uczucie śnienia na jawie i halucynacje sprawiają, że dysocjanty odczuwalnie przypominają psychodeliki. Zasadniczo można osiągnąć bardzo podobne stany tymi dwiema kontrastującymi metodami − poprzez dysocjanty i psychodeliki – jednak „wydźwięk” doświadczenia, korzyści i ryzyko różnią się bardzo znacznie. 
Najlepszymi przykładami dysocjantów są fencyklidyna, ketamina i dekstrometorfan. Warto tu też wymienić podtlenek azotu (gaz rozśmieszający), szałwię wieszczą oraz muscymol.
Wiele dysocjantów wykazuje też depresyjne działanie na ośrodkowy układ nerwowy, co sprawia, że używanie ich niesie podobne ryzyko jak w przypadku opioidów, włączając w to skrajną bradykardię, mogącą prowadzić do śmierci (zwłaszcza przy użyciu bardzo dużych dawek). 
Efekty działania dysocjantów są opisywane jako depersonalizacja, analgezja, odrealnienie oraz uczucie śnienia na jawie.

## Farmakologiczny podział dysocjantów

### Antagonistyreceptora NMDA
- dekstrometorfan
- dekstrorfan
- ibogaina
- fencyklidyna
- ketamina
- podtlenek azotu
- ksenon

### Agonistyreceptora opioidowego κ
- salwinoryna A
- ibogaina
- pentazocyna

### Agonisty receptora σ
- narkotyna